# Homalotylus vicinus
Homalotylus vicinus är en stekelart som beskrevs av Filippo Silvestri 1915. Homalotylus vicinus ingår i släktet Homalotylus och familjen sköldlussteklar. Inga underarter finns listade i Catalogue of Life.